# 오은
오은(1982년 5월 26일 ~ )은 대한민국의 시인이다. 전라북도 정읍시에서 태어나 전주 완산고등학교를 졸업하고 서울대학교 사회학과를 졸업하고 카이스트 문화기술대학원에서 석사 학위를 받았다.

## 생애
2002년 《현대시》를 통해 작품 활동을 시작했다. 서울대학교 사회학과를 졸업하고 카이스트 문화기술대학원에서 석사학위를 받았다. 2014년 제15회 박인환문학상, 2018년 제1회 구상시문학상, 2019년 제20회 현대시작품상을 수상했다.
빅데이터 기업 다음소프트에서 3년 6개월 동안 근무하며 직장 생활과 문학 활동을 병행했다. 2018년부터 예스24에서 제작하는 팟캐스트 책읽아웃을 진행하고 있다.

## 저서

### 시집
- 《호텔 타셀의 돼지들》 (민음사) 2009년 3월 ISBN 978-89374076-9-7
- 《우리는 분위기를 사랑해》 (문학동네) 2013년 4월 ISBN 978-89546208-5-7
- 《유에서 유》 (문학과지성사) 2016년 8월 ISBN 978-89320288-4-2
- 《왼손은 마음이 아파》 (현대문학) 2018년 8월 ISBN 978-89727590-9-6
- 《나는 이름이 있었다》 (아침달) 2018년 9월 ISBN 979-11894670-0-5

### 연구서
- 《너는 시방 위험한 로봇이다》 (살림) 2009년 4월 ISBN 978-89522112-5-5

### 산문집
- 《너랑 나랑 노랑》 (난다) 2012년 3월 {isbn|978-89546168-0-5}}

- 《다독임》 (난다)

### 공저
- 《반려식물》 (지콜론북) 2013년 3월 ISBN 978-89969425-9-7
- 《시인의 책상》 (알에이치코리아) 2013년 4월 ISBN 978-89255501-9-0
- 《나는 천천히 울기 시작했다》 (봄날의책) 2013년 11월 ISBN 978-89969979-4-8
- 《의자를 신고 달리는》 (창비교육) 2015년 5월 ISBN 979-11863670-6-3
- 《소년이여, 요리하라!》 (우리학교) 2015년 11월 ISBN 978-89941039-9-0
- 《어떤 날 8: 망가진 여행》 (북노마드) 2017년 3월 ISBN 979-11865613-9-3
- 《첫사랑과 O》 (알마) 2019년 10월 ISBN 979-11599226-6-4

## 수상
- 2014년 제15회 박인환문학상
- 2018년 제1회 구상시문학상
- 2019년 제20회 현대시작품상[3]
- 2019년 제27회 대산문학상[4]